# ParaNorman
ParaNorman ist eine 3D-Stop-Motion-animierte Horrorkomödie aus dem Jahr 2012. Der Film wurde von Laika Inc. produziert und von Focus Features vertrieben. Er kam in Deutschland am 23. August 2012 in die Kinos.  Es ist der erste Stop-Motion-Film, der Farb-3D-Drucker verwendet hat, um die Gesichter der Charaktere zu schaffen, und der zweite 3D-Stop-Motion-Film bisher.

## Handlung
In der kleinen Stadt Blithe Hollow, Massachusetts, lebt der elfjährige Junge Norman Babcock. Norman ist in der Lage, mit den Toten zu sprechen, darunter auch mit seiner verstorbenen Großmutter und verschiedenen Geistern in der Stadt. Leider glaubt unter den Lebenden fast niemand an seine Fähigkeit, er wird von seiner Familie geächtet und von seinen Schulkameraden wegen seiner seltsamen Fähigkeit schikaniert und verspottet.
Norman freundet sich mit dem übergewichtigen Jungen Neil an, den Normans Gabe nicht ängstigt, sondern fasziniert. Norman fühlt sich durch den Onkel seiner Mutter bedroht, welcher ihn vor einem nahenden Fluch warnen will. Auf einer Probe für die Schulaufführung durchlebt Norman seltsame Visionen. Währenddessen verstirbt Normans Großonkel Mr. Prenderghast. Prenderghast kontaktiert Norman während eines Toilettenbesuchs als Geist und erklärt ihm, dass er das Buch, welches Prenderghasts Leiche in den Händen hält, zum Beheben des Fluchs braucht.
Als es bei der Aufführung erneut zu einer Vision Normans kommt, wird Norman im 18. Jahrhundert von Dorfbewohnern mit Mistgabeln verfolgt. Schließlich wird er von einem Baum ergriffen, welcher ihm diese Worte predigt: „Die Toten kommen!“
Norman kommt auf der Bühne wieder zur Besinnung, ist jedoch über seine Vision verängstigt und blamiert dadurch sich und seine Familie vor der ganzen Stadt.
Normans Eltern, Perry und Sandra, geben Norman Hausarrest. Seine Mutter erzählt ihm jedoch, dass sein Vater nur Angst um ihn hat und es das Beste für ihn wäre, wenn er Zeit für sich hätte. Norman geht, unbemerkt von seiner älteren Schwester Courtney, zum Haus seines Onkels, rempelt dabei aber aus Versehen den Schulschläger Alvin an.
Norman kann das Buch holen und zum Platz gehen, wo der Richter Hopkins und seine Gefolgsleute begraben sind. Alvin erscheint jedoch ebenfalls dort und verhindert ungewollt, dass Norman den Fluch aufhebt. Sieben Zombies kommen aus ihren Gräbern und verfolgen Norman und Alvin zum Haus von Mr. Prenderghast.
Courtney bemerkt unterdessen das Fehlen Normans und geht zu Neil, um ihn dort zu suchen. Courtney erfährt, dass Norman nicht dort ist, und verliebt sich in Neils älteren, muskelbepackten, jedoch unterbelichteten Bruder Mitch. Neil verrät unabsichtlich den Aufenthalt Normans. Deswegen suchen Courtney, Neil und Mitch in Mitchs Pick-up nach ihm.
Norman und Alvin können den Zombies entkommen und treffen auf Courtney, Neil und Mitch, dabei überfährt Mitch einen der Zombies. Norman, Neil, Courtney, Mitch und Alvin flüchten, dabei kann sich der Untote Hopkins auf den Pick-up stürzen und fährt, ungewollt von dem Quintett, mit zurück nach Blithe Hollow. Norman kann bei der Klassenbesten Selma anrufen und erhält von ihr die Information, dass das Grab der Hexe sich nicht bei den anderen Opfern befindet und er im Archiv nachsehen soll.
Die sechs restlichen Zombies kommen in Blithe Hollow an und werden von den Bewohnern der Kleinstadt gejagt. Das Quintett ist nun beim Rathaus angekommen und sucht vergeblich nach der Akte der Hexe. Hopkins und seine Gefolgschaft flüchten unterdessen ebenfalls zum Rathaus. Neil, Mitch, Alvin und Courtney versuchen den Erwachsenen zu erklären, was passiert, diese hören jedoch nicht zu und versuchen das Rathaus und somit die Zombies niederzubrennen. Norman flüchtet auf das Dach des Rathauses und versucht dort aus dem Buch vorzulesen, bemerkt dabei jedoch, dass es ein Kindermärchen ist, und wird von der Hexe mit einem Blitz getroffen.
In einer weiteren Vision befindet sich Norman im Gericht, wobei die „Hexe“, das elfjährige Mädchen Agatha Prenderghast, von Richter Hopkins zum Tode verurteilt wird. Norman versucht Agatha zu beschützen, diese jedoch versendet einen Fluch an den Gerichtshof. Dabei verwandelt sich ihre Seele in einen elektrischen Geist. Durch die Verwandlung stirbt das Mädchen, schwört allerdings allen Leuten, die sie verurteilen, ewige Rache, somit der gesamten Stadt Blithe Hollow.
Als Norman erwacht, trifft er auf Richter Hopkins und seine Gefolgschaft und ist entsetzt über ihr Handeln. Hopkins sieht seinen Fehler ein und hofft Norman helfen zu können. Norman, Neil, Courtney, Alvin, Mitch und die Zombies verlassen das Rathaus und erklären den Bewohnern der Stadt, dass die Zombies nichts weiter als normale Menschen sind, welche sich genauso verhalten wie die Stadtbewohner jetzt. Norman und Courtney überzeugen Perry und Sandra, zusammen mit Hopkins zum Grab des Mädchens zu fahren und es zu besänftigen.
Norman und seine Familie kommen am Grab an. Das Mädchen lässt allerdings nur Norman durch. Sie will jedoch nicht, dass Norman bei ihr ist, und versucht ihn zu verscheuchen, wenn nicht sogar zu töten. Norman wiederum erzählt ihr ihre Geschichte und gibt ihr zu verstehen, dass es nicht gut ist Menschen zu verletzen, welche vor ihr nur Angst haben. Agatha will das nicht hören und versucht zu flüchten. Norman kann jedoch ihre Hand ergreifen und somit eine gemeinsame Vision heraufbeschwören.
Norman und Agatha landen wieder im 18. Jahrhundert. Agatha erinnert sich an ihren Rufnamen „Aggie“ und auch an die Zeit vor ihrem Tod. Aggie wollte nichts weiter als zu ihrer Mutter. Norman überzeugt sie, ins Paradies zu gehen. Sonst dürfe sie ihre Mutter nie wiedersehen. Aggie nimmt an und schläft ein.
Norman erwacht wieder an der Stelle, an der Aggie begraben wurde, und freut sich seine Eltern und seine Schwester wiederzusehen. Die untoten Körper der Fluchopfer lösen sich auf und die Seelen folgen dem Mädchen in das Paradies. Norman wird nicht mehr gehasst und gehänselt, sondern gefeiert. In der letzten Szene sieht man die gesamte Familie vor dem Fernseher sitzen. Unter ihnen befindet sich auch Normans Großmutter, welche sich wieder mit ihrem Sohn Perry versöhnt.

## Produktion
Der Film wurde drei Jahre lang in den Studios von Laika in Hillsboro produziert. Er wurde 2011 fertiggestellt. Statt traditionelle 3D-Kameras zu benutzen, wurden sechzig Canon-EOS-5D-Mark-II-Kameras eingesetzt, um den Film zu drehen. ParaNorman ist der erste Stop-Motion-Film, bei dem Farb-3D-Drucker eingesetzt wurden. Die Produktion des Filmes kostete 83 Millionen US-Dollar. Das weltweite Einspielergebnis beträgt 92 Millionen US-Dollar.

## Synchronisation
Die Synchronisation fand unter der Dialogregie und nach einem Dialogbuch von Oliver Rohrbeck bei der RC Produktion Kunze & Wunder GmbH & Co. KG statt.
| Rolle              | Originalsprecher         | Synchronsprecher     |
| ------------------ | ------------------------ | -------------------- |
| Norman Babcock     | Kodi Smit-McPhee         | David Kunze          |
| Neil Downe         | Tucker Albrizzi          | Andreas Wittmann     |
| Courtney Babcock   | Anna Kendrick            | Gabrielle Pietermann |
| Mitch Downe        | Casey Affleck            | Kim Hasper           |
| Mr. Prenderghast   | John Goodman             | Klaus Sonnenschein   |
| Sandra Babcock     | Leslie Mann              | Cathlen Gawlich      |
| Perry Babcock      | Jeff Garlin              | Olaf Reichmann       |
| Aggie Prenderghast | Jodelle Ferland          | Julia Stoepel        |
| Alvin              | Christopher Mintz-Plasse | Hannes Maurer        |
| Grandma            | Elaine Stritch           | Gisela Fritsch       |
| Richter Hopkins    | Bernard Hill             | Frank-Otto Schenk    |
| Sheriff Hooper     | Tempestt Bledsoe         | Tanja Geke           |

## Auszeichnungen (Auswahl)
ParaNorman war bei der Oscarverleihung 2013 für den Oscar in der Kategorie Bester Animierter Spielfilm nominiert.

## Rezeption
Der Film wurde von den Kritikern überwiegend positiv aufgenommen. Bei dem Aggregator Rotten Tomatoes hat der Film einen hohen Wert von 89 % positiver Kritiken.

„Ein erzählerisch nicht sonderlich originelles, handwerklich aber liebevoll gestaltetes Animationsfilm-Grusical.“

„Tolle Mischung aus Grusel-Horror und Jugenddrama in unvergleichlichem 3D-Stop-Motion-Look.“

„Nichts für Kids: Aufwendiger Animationsgrusler, dessen konventionelle Story im Kontrast zum skurrilen Humor steht.“